# Olbia Challenger 2024
L'Olbia Challenger 2024 è stato un torneo maschile di tennis professionistico. È stata la 2ª edizione del torneo, facente parte della categoria Challenger 125 nell'ambito dell'ATP Challenger Tour 2024, con un montepremi di 148 000 €. Si è giocato dal 14 al 20 ottobre 2024 sui campi in cemento del Tennis Club Terranova di Olbia, in Italia.

## Partecipanti

### Teste di serie
| Nazionalità | Giocatore          | Ranking* | Testa di serie |
| ----------- | ------------------ | -------- | -------------- |
| Italia      | Luca Nardi         | 89       | 1              |
| Italia      | Mattia Bellucci    | 101      | 2              |
| Francia     | Harold Mayot       | 107      | 3              |
| Croazia     | Duje Ajduković     | 117      | 4              |
| Argentina   | Marco Trungelliti  | 136      | 5              |
| Francia     | Constant Lestienne | 138      | 6              |
| Italia      | Matteo Gigante     | 152      | 7              |
| Regno Unito | Jan Choinski       | 177      | 8              |

* Ranking al 30 settembre 2024.

### Altri partecipanti
I seguenti giocatori hanno ricevuto una wild card per il tabellone principale:
- Mattia Bellucci
- Federico Cinà
- Luca Nardi

I seguenti giocatori sono entrati in tabellone come alternate:
- Jacopo Berrettini
- Dennis Novak

I seguenti giocatori sono passati dalle qualificazioni:
- Sergey Fomin
- Daniel Mérida
- Oleksii Krutykh
- Laurent Lokoli
- Steven Diez
- Hynek Bartoň

## Punti e montepremi
| Torneo    | Torneo              | V      | F      | SF    | QF    | 2T    | 1T    | Q | Q2  | Q1  |
| Singolare | Punti               | 125    | 64     | 35    | 16    | 8     | 0     | 5 | 3   | 0   |
| Singolare | Premi in denaro (€) | 19 650 | 11 570 | 6 850 | 3 990 | 2 345 | 1 420 | – | 710 | 355 |
| Doppio    | Punti               | 125    | 64     | 35    | 16    | –     | 0     | – | –   | –   |
| Doppio    | Premi in denaro (€) | 8 420  | 4 900  | 2 940 | 1 750 | –     | 990   | – | –   | –   |

## Campioni

### Singolare
Martín Landaluce ha sconfitto in finale  Mattia Bellucci con il punteggio di 6–4, 6–4.

### Doppio
Oleksii Krutykh /  Vitaliy Sachko hanno sconfitto in finale  Íñigo Cervantes /  David Pichler con il punteggio di 4–6, 6–1, [10–5].